# ミス・コリア

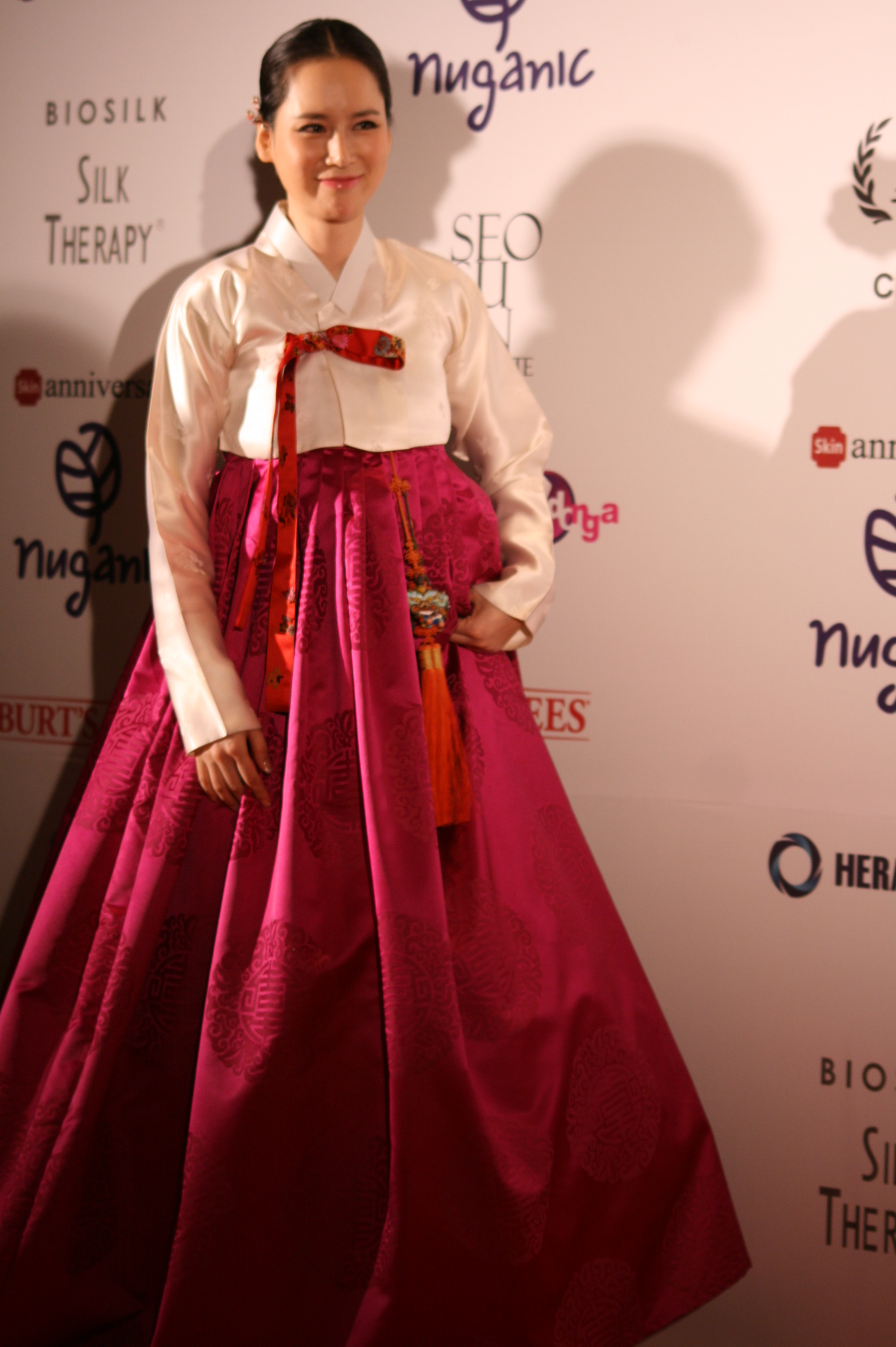
1999年のミス・コリア

ミス・コリア (みす・こりあ・英: Miss Korea) は韓国を代表するミス・コンテスト。ミス日本の韓国版に当たり、韓国日報主催で1957年から毎年開催されている。
上位入賞者は、その順位に従って、ミス・インターナショナルやミス・アースなど（過去にはミス・ユニバース及びミス・ワールドも含まれた）の各国際大会の韓国代表としての権利を得る。なお、1980年のミス・コリアはミス・ユニバースのプレ大会の位置付けとして開催された。

## 概要

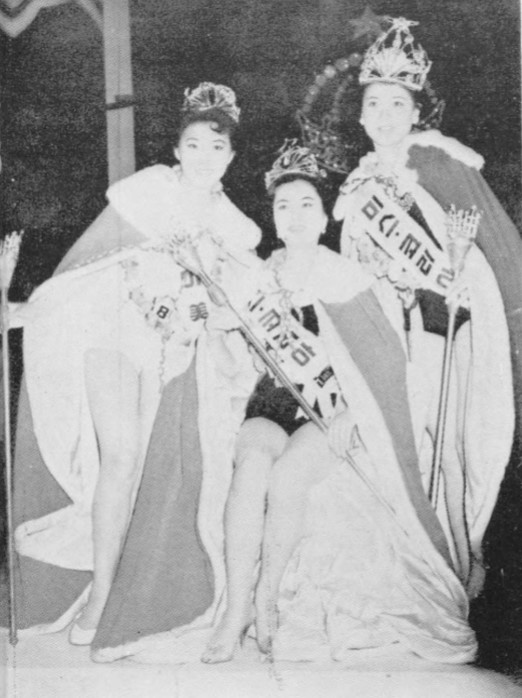
1961年のミス・コリア（中央）。左と右は準ミス・コリア。

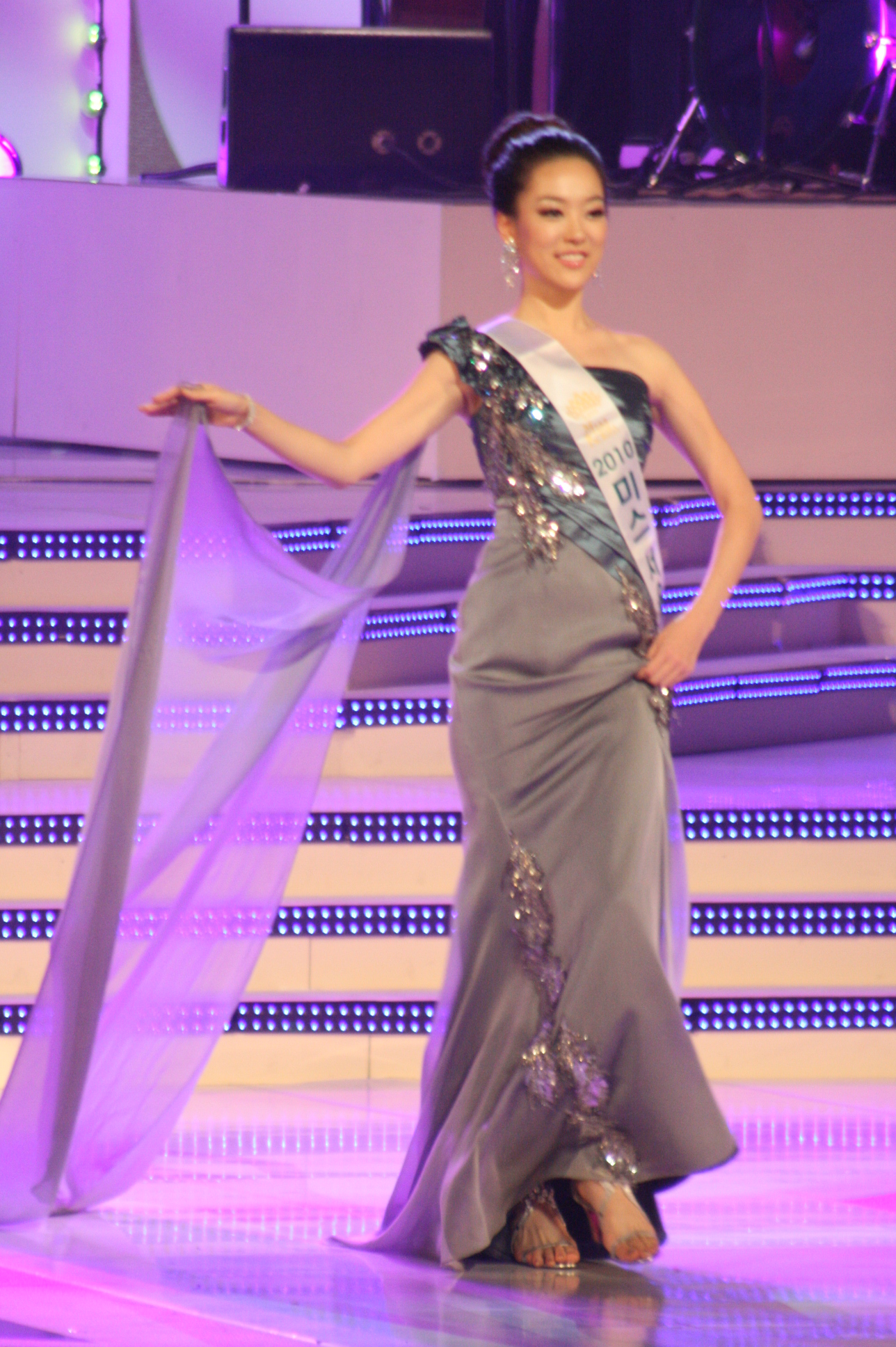
2010年のミス・コリア

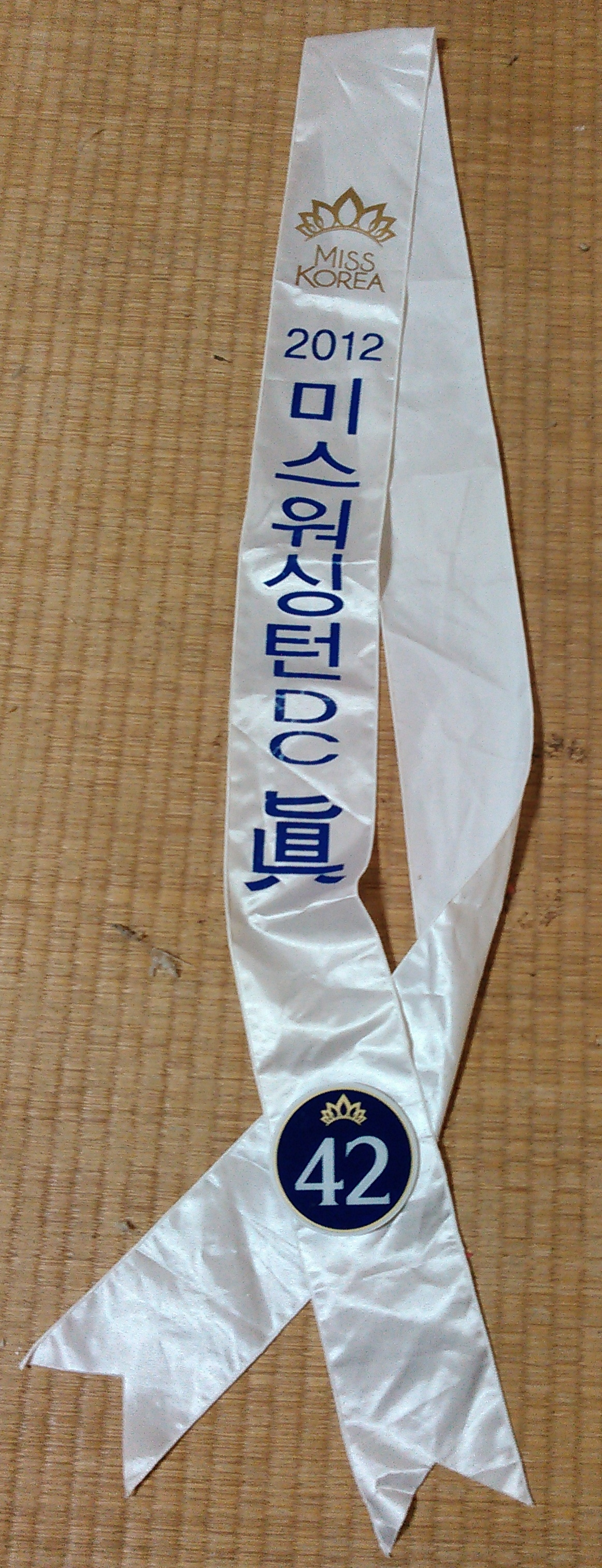
2012年ミスコリア・ワシントンDC代表グランプリ受賞者に実際に贈られた襷(決勝大会出場時のエントリーナンバーのワッペン付き)

ミス・コリアとしては、1988年にはチャン・ユンジョンがミス・ワールド及びミス・ユニバースで第2位を、2007年にはイ・ハニがミス・ユニバースで第4位を、2022年に純グランプリのチェ・ミナスがミス・アースに選ばれた。

### 不正
- 2012年

ミス・コリアに選出されたキム・ユミは整形手術を受けたことを認めた。また、同年での選考では、審査員買収疑惑も報じられた。その中で、主催者の韓国日報は、買収疑惑を否定せずに「一部の審査員を買収したにもかかわらず、女性が脱落した事実は審査が公正に行われた証拠だ」と述べる一方で疑惑の渦中にあった幹部に懲戒処分を下すという矛盾した対応をしている、と報じられている。賄賂として(審査員一人当たり)2000万ウォンが要求され、渦中の出場者の家族は韓国日報の子会社の銀行口座に審査員2人の名義で4000万ウォンを送金したが、同者は最終選考にも残らず返金もされていないとされる。
- 2013年

最終選考コンテスタント20人が整形手術で顔写真が全員同じようであると話題になったが、その原因を整形手術ではなく化粧の影響とする報道もあった。
- 2014年

最終選考コンテスタント50人の顔写真が全員同じであると話題になったが、今年こそはそうではないとする意見もある。